# Olga Zuiderhoek
Olga Zuiderhoek, née le 16 septembre 1946 à Assen, est une actrice néerlandaise.

## Filmographie

### Cinéma
- 1973 : Turks Fruit (nl)
- 1973 : Naakt over de schutting (nl)
- 1975 : Don't Worry Too Much (nl) (Mens erger je niet) de Wim Verstappen[2]
- 1978 : Camping (en) de Thijs Chanowski : Trix[3]
- 1982 : The Hes Case (nl) de (De smaak van water) Orlow Seunke : He's wife[4]
- 1983 : An Bloem (nl) de Peter Oosthoek[5]
- 1986 : Abel de Alex van Warmerdam : Duif[6]
- 1987 : Count Your Blessings (nl) de Pieter Verhoeff : Barbara[7]
- 1990 : Een Vreemde Liefde (nl) de Edwin de Vries[8]
- 1992 : Xangadix (De Johnsons) de Rudolf van den Berg
- 1992 : Les Habitants de Alex van Warmerdam : Neighbour[9]
- 1996 : La Robe, et l'effet qu'elle produit sur les femmes qui la portent et les hommes qui la regardent de Alex van Warmerdam[10]
- 2001 : Miaou ! de Vincent Bal : Mevrouw van Dam[11]
- 2002 : Comme ça vous chante, madame la gouvernante (Yes Nurse! No Nurse!) de Pieter Kramer : Mevrouw de Rechter[12]
- 2012 : Süskind de Rudolf van den Berg : Henriëtte Pimentel[13]
- 2014 : After The Tone de Digna Sinke : Moeder Onno[14]
- 2016 : One Life Is Not Enough (Ik wil gelukkig zijn) de Annette Apon : Jetty Cantor[15]

### Téléfilms
- 1990-1994 : We zijn weer thuis (nl)
- 1991-1994 : In voor- en tegenspoed (nl)
- 1994 : Seth & Fiona (nl)
- 1995 : De eenzame oorlog van Koos Tak (nl)
- 1998 : Loenatik (nl)
- 1998 : Otje (nl)
- 2000 : Baantjer, épisode De Cock en de moord op de baron : Toos Barendrecht
- 2003 : Meiden van De Wit (nl)
- 2005 : Keyzer & De Boer Advocaten
- 2006 : Evelien (nl)
- 2010-2017 : Penoza (nl) : Fiep de Rue-Homoet
- 2011 : Levenslied (nl)
- 2013 : De Man met de Hamer (nl)
- 2014 : Heer & Meester (nl)
- 2015 : Trollie : Mimi
- 2017 : De 12 van Oldenheim (nl) Vera Boshuizen
- 2017 : Het geheime dagboek van Hendrik Groen (nl) : Eefje Brand